# さすらい (奥田民生の曲)
『さすらい』は、1998年2月5日に発売された奥田民生の8枚目のシングル。
2005年（平成17年）3月24日に12cmシングルとして再発された。

## 解説
- 前作「恋のかけら」より3ヶ月ぶりのシングル。アルバム「股旅」からの先行シングル。8cmCDでリリースされた奥田のシングルは今作が最後。
- 表題曲はドラマ「Days」主題歌。奥田の曲がドラマ主題歌に使われたのはこれが初めてである。
- 同年2月1日にアナログ盤が1万枚限定で先行販売された。B面には「悩んで学んで」を収録。
- ジャケットのイラスト及び歌詞以外の細部の文字に至るまで奥田の手書きである。

## 収録曲
| 全作詞・作曲・編曲: 奥田民生。 |              |          |            |      |
| #                              | タイトル     | 作詞     | 作曲・編曲 | 時間 |
| 1.                             | 「さすらい」 | 奥田民生 | 奥田民生   | 3:23 |
| 2.                             | 「雨男」     | 奥田民生 | 奥田民生   | 3:44 |
| 合計時間:                      | 合計時間:    | 7:07     |            |      |

| 全作詞・作曲・編曲: 奥田民生。 |                  |          |            |      |
| #                              | タイトル         | 作詞     | 作曲・編曲 | 時間 |
| 1.                             | 「さすらい」     | 奥田民生 | 奥田民生   | 3:23 |
| 2.                             | 「悩んで学んで」 | 奥田民生 | 奥田民生   | 5:45 |
| 合計時間:                      | 合計時間:        | 9:08     |            |      |

### 曲解説
1. さすらい
フジテレビ系ドラマ「Days」主題歌。
最後のサビが1フレーズのみという変則的な構成になっている。ドラマでは最後に1コーラス目のサビがくるように編集したものが使われた。
トリビュートアルバム「奥田民生・カバーズ」ではスピッツがカバーしており、2010年10月から始まった情報番組「ぷれサタ!」（東海テレビのみ放送）内のコーナー『旅人照英』のテーマソング、テレビ東京系列の紀行番組「出川哲朗の充電させてもらえませんか?」のテーマ曲として使用されている。2012年3月31日放送の「ぷれサタ!」では、奥田民生バージョンと矢野顕子バージョンも使われた。
矢野顕子がHome Girl Journey（2000年）においてカバーしている。
所ジョージが本楽曲のアンサーソングとして「さすらいの旅の前に」を発表している[1]。
テレビ朝日系列の大家族番組「痛快!ビッグダディ」のテーマ曲。
朝日放送テレビの紀行・バラエティ番組「千鳥の相席食堂」のオープニングテーマ曲となる（替え歌バージョン・奥田民生&手島いさむの共作）。
2. 雨男
モノラル録音。奥田が自宅で弾き語りをDAT録音した音源がそのまま収録されている。

## 収録アルバム
- 股旅 (#1)
- 記念ライダー1号〜奥田民生シングルコレクション〜 (#1)
- BETTER SONGS OF THE YEARS (#2)

## 参加ミュージシャン
- 奥田民生 - ボーカル、ギター
- 古田たかし - ドラムス、パーカッション
- 長田進 - ギター
- 根岸孝旨 - ベース
- 斎藤有太 - キーボード

## カバー
- 矢野顕子 - アルバム『Home Girl Journey』収録。
- スピッツ - トリビュート・アルバム『奥田民生・カバーズ』（2007年）でカバー。その後、スペシャルアルバム『おるたな』（2012年）にも収録。テレビ東京系『出川哲朗の充電させてもらえませんか?』にて、BGMとして使用されている。
- 奥田民生&手島いさむ - 朝日放送テレビ『相席食堂』にて、オープニングの替え歌バージョンとして使用されている。